# Marasmius spaniophyllus
Marasmius spaniophyllus är en svampart som beskrevs av Berk. 1843. Marasmius spaniophyllus ingår i släktet Marasmius och familjen Marasmiaceae.   Inga underarter finns listade i Catalogue of Life.